# Liste der Kulturgüter in Weinfelden
Die Liste der Kulturgüter in Weinfelden enthält alle Objekte in der Gemeinde Weinfelden im Kanton Thurgau, die gemäss der Haager Konvention zum Schutz von Kulturgut bei bewaffneten Konflikten, dem Bundesgesetz vom 20. Juni 2014 über den Schutz der Kulturgüter bei bewaffneten Konflikten sowie der Verordnung vom 29. Oktober 2014 über den Schutz der Kulturgüter bei bewaffneten Konflikten unter Schutz stehen.
Objekte der Kategorien A und B sind vollständig in der Liste enthalten, Objekte der Kategorie C fehlen zurzeit (Stand: 1. Januar 2023).

## Kulturgüter
| Foto |                                                                                      | Objekt                                                          | Kat. | Typ | Standort                                     | Beschreibung |
| ---- | ------------------------------------------------------------------------------------ | --------------------------------------------------------------- | ---- | --- | -------------------------------------------- | --- |
| ja   | Datei hochladen · Wikidata zu Schloss Bachtobel (Q1769649)                           | Schloss Bachtobel mit Trotte KGS-Nr.: 05203                     | A    | G   | Bachtobelstrasse 76 724222 / 271461          | Das Schloss datiert aus dem 16. Jahrhundert. |
| ja   | Datei hochladen · Wikidata zu Evangelische Kirche Weinfelden (Q1380952)              | Reformierte Kirche KGS-Nr.: 05204                               | A    | G   | Kirchgasse 4 725859 / 269949                 | Neubau von 1904, nach Plänen der Architekten Pfleghard und Haefeli. Die Berechnung der Eisenbetonkonstruktion stammt vom bekannten Ingenieur Robert Maillart. |
| ja   | Datei hochladen · Wikidata zu Gasthaus Zum Trauben (Q29526924)                       | Gasthaus «Zum Trauben» KGS-Nr.: 10255                           | A    | G   | Rathausstrasse 1 725756 / 269958             | Erbaut 1550 als Taverne mit kleinem Zehntenhaus, aus welchem im 19. Jahrhundert der Saaltrakt entstand. 1959 von einer Stiftung vor dem drohenden Abbruch gerettet, jetzt Eigentum der Bürgergemeinde. |
| ja   | Datei hochladen · Wikidata zu Rathaus (Q29526926)                                    | Rathaus KGS-Nr.: 10257                                          | A    | G   | Rathausstrasse 2 725728 / 269994             | 1523 wird ein Rathaus («Kaufhaus») erwähnt. Neubauten 1606 und 1832 (Architekt Rudolf Hofmann, Islikon). 1897 Umbau des Hauptbaus und Anbau des Südteils mit Grossratssaal (Architekt Josef Albert Pfeiffer aus St. Gallen). |
| BW   | Datei hochladen · Wikidata zu Steinhaus (Q133867154)                                 | Steinhaus KGS-Nr.: 03034                                        | B    | G   | Frauenfelderstrasse 2 725756 / 269996        | |
| BW   | Datei hochladen · Wikidata zu Turnhalle Pestalozzi (Q133867188)                      | Turnhalle Pestalozzi KGS-Nr.: 03163                             | B    | G   | Rathausstrasse 24 725597 / 269795            | |
| ja   | Datei hochladen · Wikidata zu Männerheim Sonnenburg (Q133872994)                     | Männerheim Sonnenburg KGS-Nr.: 03238                            | B    | G   | Amriswilerstrasse 11 726122 / 269866         | |
| BW   | Datei hochladen · Wikidata zu Wohn- und Geschäftshaus (Q133873059)                   | Wohn- und Geschäftshaus KGS-Nr.: 03378                          | B    | G   | Bahnhofstrasse 15 725509 / 270006            | |
| ja   | Datei hochladen · Wikidata zu Alte Schmitte (Q133873154)                             | Alte Schmitte KGS-Nr.: 03382                                    | B    | G   | Frauenfelderstrasse 3 725706 / 270025        | |
| ja   | Datei hochladen · Wikidata zu Haus Marmorhügel (Q133873274)                          | Haus Marmorhügel KGS-Nr.: 03394                                 | B    | G   | Frauenfelderstrasse 48 725516 / 270122       | |
| ja   | Datei hochladen · Wikidata zu Wohnhaus Haffterhaus (Q29883734)                       | Wohnhaus Haffterhaus mit Waschhaus KGS-Nr.: 05205               | B    | G   | Frauenfelderstrasse 8 725720 / 270040        | 1838 von Baumeister Rudolf Hoffmann für den Eisenhändler Joachim Haffter erbaut. Das Haffterhaus ist seit 1953 in Gemeindebesitz, wurde 1998/99 restauriert und zum Standort der Gemeindeverwaltung umgebaut. Daran angebaut ist das ehemalige Waschhaus von 1839 (heutiges Trauzimmer des Bezirkszivilstandsamtes), mit interessanter Fensterformgebung auf der Stirnseite. |
| ja   | Datei hochladen · Wikidata zu Herrensitz Scherbenhof (Q29883514)                     | Herrensitz Scherbenhof KGS-Nr.: 05206                           | B    | G   | Scherbenhofweg 2 726017 / 269912             | Der «Bogenstein» genannte Hof wird schon 1286 erwähnt. Namensgeber des Scherbenhofs ist ein Quartierleutnant Scherb, der um 1630 das Gut erwarb und ausbaute. Aufgrund seiner exponierter Lage wird es auch als Schloss bezeichnet. 1839 und 1857 wurde es als Landgut Weinburg zum Verkauf ausgeschrieben.                                                                  |
| ja   | Datei hochladen · Wikidata zu Herrensitz Schwärzi (Q29883516)                        | Herrensitz Schwärzi KGS-Nr.: 05207                              | B    | G   | Schwärzeweg 10 725515 / 270329               | 1548 neu erbaut, wahrscheinlich auf alten Fundamenten. Die Jahreszahl 1409 über dem Portal hat nichts mit dem Bau zu tun. |
| ja   | Datei hochladen · Wikidata zu Schloss Weinfelden (Q16867546)                         | Schloss Weinfelden KGS-Nr.: 05208                               | B    | G   | Schloss 725647 / 270864                      | Das Wahrzeichen von Weinfelden mit Bergfried aus dem 12. Jahrhundert. Seit 1972 im Besitz der Familie von Finck. Ab 1999 lebte August von Finck junior mit seiner Ehefrau bis zu seinem Tod im Jahr 2021 auf Schloss Weinfelden, dem Familienwohnsitz. |
| BW   | Datei hochladen · Wikidata zu Ruine Neuenburg (Q67772030)                            | Neuburg / Burgstogg, mittelalterliche Burgstelle KGS-Nr.: 06902 | B    | F   | Burgstrasse 726720 / 270090                  | |
| ja   | Datei hochladen · Wikidata zu Gasthaus zum Löwen (Q29883513)                         | Gasthaus zum Löwen KGS-Nr.: 10254                               | B    | G   | Rathausstrasse 8 725720 / 269970             | In diesem Haus bestand offenbar schon im 16. Jahrhundert eine Wirtschaft. 1582 wird ein Kaspar Muntprat «zum Roten Löwen» erwähnt. |
| ja   | Datei hochladen · Wikidata zu Stellmacherhaus (Q29883723)                            | Stellmacherhaus KGS-Nr.: 10256                                  | B    | G   | Thomas-Bornhauser-Strasse 12 725884 / 269812 | Erbaut 1932 nach Plänen der Zürcher Architekten Nüsseler und Braun. Das Stellmacherhaus, benannt nach dem Erbauer Dr. med. W. Stellmacher, ist beispielhaft für modernes Bauen in den 1930er Jahren. |
| ja   | Datei hochladen · Wikidata zu Bauernhaus (Q29883507)                                 | Bauernhaus KGS-Nr.: 11066                                       | B    | G   | Burgstrasse 66 727092 / 270109               | Gestreckter Mehrzweckbau in Ständerbauweise aus dem 17. Jahrhundert, im Kern vermutlich um 1525. |
| ja   | Datei hochladen · Wikidata zu Wohnhaus Malerhüsli (Q29883737)                        | Wohnhaus Malerhüsli KGS-Nr.: 11067                              | B    | G   | Frauenfelderstrasse 39 725585 / 270089       | Im Zehntenplan von 1695 ist hier ein Gebäude mit dieser Grundfläche eingezeichnet. Die dekorative Bemalung stammt vermutlich vom Maler Rudolf Keller. |
| ja   | Datei hochladen · Wikidata zu Wohnhaus Zum Komitee (Q29883739)                       | Wohnhaus zum Komitee KGS-Nr.: 11068                             | B    | G   | Frauenfelderstrasse 16 725705 / 270112       | 1794 vom Apotheker und Kaufmann Paul Reinhart erbaut. Vom 6. Februar bis zum 28. April 1798 tagte hier, unter seinem Präsidium, das Landeskomitee zur Befreiung des Thurgaus. Seit 1997 ist das Haus zum Komitee der Sitz des Verwaltungsgerichts des Kantons Thurgau. |
| ja   | Datei hochladen · Wikidata zu Wirtschaft Zum Eigenhof (Q29883726)                    | Wirtschaft zum Eigenhof KGS-Nr.: 11070                          | B    | G   | Frauenfelderstrasse 29 725586 / 270033       | Der Eigenhof wird 1359 als Lehen des Domstifts Konstanz erwähnt. Das heutige Restaurant zum Eigenhof ist 1861 als Schenkwirtschaft aufgeführt. |
| ja   | Datei hochladen · Wikidata zu Bauernhaus Lauershof (Q29883509)                       | Bauernhaus Lauershof KGS-Nr.: 11072                             | B    | G   | Untere Bühlstrasse 12 726049 / 270224        | Mehrzweckbau mit Krüppelwalmdach aus dem 16. Jahrhundert. Anschrift an der westlichen Fassade: Lauershof, erwähnt 1589. |
| ja   | Datei hochladen · Wikidata zu Wohnhaus Hirschen (Q29883736)                          | Wohnhaus Hirschen KGS-Nr.: 13853                                | B    | G   | Frauenfelderstrasse 6 725735 / 270034        | 1620 als Wirtshaus erwähnt. Es sind verschiedene Nutzungen nachweisbar: als Schulhaus, Bäckerei, Buchbinderei, Kupferschmiede, Ladengeschäfte. |
| ja   | Datei hochladen · Wikidata zu Wohnhaus Zum Turm (Q29883741)                          | Wohnhaus zum Turm KGS-Nr.: 13855                                | B    | G   | Frauenfelderstrasse 22 725646 / 270085       | Stattlicher Bau, vermutlich aus dem 18. Jahrhundert. Zusammen mit den Häusern Frauenfelderstrasse 20, 24, 26 und 28 bildete dieses Haus den Widemhof, aus dessen Ertrag die Pfarrer ihre Einkünfte bezogen. |
| ja   | Datei hochladen · Wikidata zu Wohnhaus Alte Farb (Q29883729)                         | Wohnhaus Alte Farb KGS-Nr.: 13856                               | B    | G   | Frauenfelderstrasse 35 725606 / 270064       | Alte Färberei, 1587 gekauft von Jakob Bornhauser, nach dem Grossbrand von 1648 wieder aufgebaut. Später erfolgten die Aufstockung und der Anbau gegen Süden. |
| ja   | Datei hochladen · Wikidata zu Wohnhaus Gubler (Q29883732)                            | Wohnhaus Gubler KGS-Nr.: 13857                                  | B    | G   | Frauenfelderstrasse 37 725590 / 270076       | Wahrscheinlich 1612–1614 von Ammann Kaspar Muntprat erbaut. Das Muntprathaus war ab 1937 im Familienbesitz des Kunstmalers Conrad Gubler. |
| ja   | Datei hochladen · Wikidata zu Wohnhaus Zur Farb mit angebautem Riegelbau (Q29883743) | Wohnhaus zur Farb mit angebautem Riegelbau KGS-Nr.: 13858       | B    | G   | Frauenfelderstrasse 41, 43 725573 / 270098   | Prachtvoller Fachwerkbau, erbaut um 1769. Bis 1859 Wohnhaus und Färberei, danach Umstellung auf die Fabrikation künstlicher Blumen. |
| ja   | Datei hochladen · Wikidata zu Katholische Kirche St. Johannes der Täufer (Q29883716) | Katholische Kirche St. Johannes der Täufer KGS-Nr.: 13859       | B    | G   | Freiestrasse 15 725997 / 269608              | Neubarockbau von 1903, nach Plänen des Architekten Albert Rimli. Die neubarocke Innenausstattung stammt von Karl Glauner aus Wil. |
| ja   | Datei hochladen · Wikidata zu Wohnhaus Schwyzerhüsli (Q29883728)                     | Wohnhaus Schwyzerhüsli KGS-Nr.: 13860                           | B    | G   | Wilerstrasse 6 725619 / 269574               | Wohnhaus im Chaletstil mit Quergiebel und aufwändigem Bauschmuck. |
| ja   | Datei hochladen · Wikidata zu Wohnhaus Breitenburg (Q29883730)                       | Wohnhaus Breitenburg KGS-Nr.: 13861                             | B    | G   | Schlossgasse 21 725466 / 270345              | Aufwändiges Fachwerkhaus im Villenstil von 1912. |
| ja   | Datei hochladen · Wikidata zu Ehemaliges Eisenbahnstellwerk (Q29883511)              | Ehemaliges Eisenbahnstellwerk KGS-Nr.: 13862                    | B    | G   | Schützenstrasse 28 725157 / 269868           | 1914 bauten die SBB an den Geleisen dieses Stellwerkgebäudes für 8'000 Franken. |
| BW   | Datei hochladen · Wikidata zu Sammlung Schloss Bachtobel (Q29883719)                 | Sammlung Schloss Bachtobel KGS-Nr.: 16171                       | B    | S   | Bachtobelstrasse 76 724215 / 271464          | |
| BW   | Datei hochladen · Wikidata zu Kunstsammlung der Thurgauer Kantonalbank (Q29883717)   | Kunstsammlung der Thurgauer Kantonalbank KGS-Nr.: 16172         | B    | S   | Bankplatz 1 725683 / 269684                  | |
| ja   | Datei hochladen · Wikidata zu Ganggelisteg - Teil Weinfelden (Q134877161)            | Hängesteg über die Thur, Ganggelisteg KGS-Nr.: 17058            | B    | B   | 724147 / 268882                              | Objekt liegt hälftig auf dem Gemeindegebiet von Bussnang (KGS-Nr. 04954). |